# 1990
1990 (MCMXC) je bilo navadno leto, ki se je po gregorijanskem koledarju začelo na ponedeljek.

## Dogodki

### Januar – april
- 3. januar – odstavljeni panamski voditelj Manuel Noriega se preda ameriškim silam.
- 7. januar – italijanske oblasti zaprejo poševni stolp v Pisi zaradi varnostnega tveganja, prične se dolgoletna obnova.
- 8. januar – slovenske stranke Slovenska demokratična zveza, Socialdemokratska stranka Slovenije, Slovenski krščanski demokrati, Slovenska kmečka zveza in Zeleni Slovenije se združijo v koalicijo DEMOS.
- 15. januar – Narodna skupščina Bolgarije izglasuje odpravo enopartijskega sistema v državi, konec vladavine Komunistične partije Bolgarije.
- 20. januar – v spopadih med sovjetsko vojsko in protestniki, ki zahtevajo neodvistnost Azerbajdžana, v Bakuju, umre 130 ljudi, 700 je ranjenih.
- 22. januar – razpad Jugoslavije: Zveza komunistov Jugoslavije na svojem 14. kongresu izglasuje odpravo enopartijskega sistema v državi; zaradi nesprejetja nekaterih predlogov kongres zapustijo delegati KP Slovenije in kasneje še KP Hrvaške, kar v praksi pomeni razpad ZKJ.
- 2. februar – južnoafriški predsednik Frederik Willem de Klerk legalizira Afriški narodni kongres in obljubi izpustitev Nelsona Mandele.
- 7. februar – 
  - Komunistična partija Sovjetske zveze izglasuje odpravo enopartijskega režima v državi.
  - objavljena je Deklaracija za mir 1991 s pobudo za demilitarizacijo Slovenije in mirno rešitev krize v Jugoslaviji.
- 11. februar – Nelson Mandela je po 27 letih v ujetništvu izpuščen iz zapora blizu Kaapstada.
- 14. februar – sonda Voyager 1 se po prepotovanih 6 milijardah kilometrov obrne proti Zemlji in posname znamenito fotografijo »Bleda modra pika«.
- 15. februar – Argentina in Združeno kraljestvo prvič po falklandski vojni (1982) vzpostavita diplomatske stike.
- 24. februar – v Litovski SSR potekajo prve večstrankarske parlamentarne volitve v zgodovini Sovjetske zveze.
- 26. februar – sandinisti na čelu z Danielom Ortego so poraženi na volitvah v Nikaragvi.
- 11. marec – Litva razglasi neodvisnost od Sovjetske zveze.
- 13. marec – Sovjetska zveza sprejme ustavne spremembe, ki oblikujejo močan položaj predsednika; dva dni kasneje je Mihail Gorbačov imenovan za prvega in edinega predsednika države.
- 18. marec – prve svobodne parlamentarne volitve v Vzhodni Nemčiji.
- 21. marec – Namibija postane neodvisna država po 75 letih pod južnoafriško oblastjo.
- 30. marec – Estonija po prvih večstrankarskih parlamentarnih volitvah razglasi, da je bila sovjetska oblast v državi od leta 1940 nelegalna.
- 8. april – koalicija DEMOS prejme večino glasov na prvih večstrankarskih volitvah v Sloveniji.
- 13. april – Sovjetska zveza po 50 letih zanikanja prizna odgovornost za katinski pokol in se opraviči.
- 22. april – Milan Kučan je v drugem krogu predsedniških volitev izbran za predsednika Predsedstva SR Slovenije.
- 24. april – na krovu raketoplana Discovery je izstreljen vesoljski teleskop Hubble (misija STS-31).

### Maj – avgust
- 4. maj – Latvija razglasi neodvisnost od Sovjetske zveze.
- 8. maj – Estonija ponovno prevzame uradno ime Republika Estonija in lastne državne simbole.
- 15. maj – Borisav Jović postane predsednik Predsedstva SFRJ.
- 17. maj – Svetovna zdravstvena organizacija umakne homoseksualnost s seznama duševnih bolezni.
- 20. maj – v Romuniji potekajo prve predsedniške in parlamentarne volitve po koncu komunistične vladavine.
- 22. maj – voditelji Arabske republike Jemen in Ljudske demokratične republike Jemen oznanijo združitev držav v Republiko Jemen.
- 29. maj – ustanovljena je Evropska banka za obnovo in razvoj.
- 30. maj – Hrvaška demokratska skupnost prevzame oblast na Hrvaškem, za predsednika Predsedstva je izbran Franjo Tuđman.
- 1. junij – ameriški predsednik George H. W. Bush in sovjetski predsednik Mihail Gorbačov podpišeta dogovor o prekinitvi proizvodnje in uničenju zalog kemičnega orožja.
- 8. junij – 8. julij – v Italiji poteka 14. svetovno prvenstvo v nogometu.
- 12. junij – parlament Ruske federacije sprejme formalno deklaracijo o suverenosti (obeleževan kot Dan Rusije).
- 21. junij – močan potres opustoši mesti Manjil in Rudbar ter več sto vasi na severozahodnu Iraka, umre nekaj 10.000 ljudi.
- 2. julij – množica v predoru za pešce med Meko in Mino do smrti potepta 1426 romarjev.
- 16. julij – v močnem potresu na filipinskem otoku Luzon umre več kot 1600 ljudi.
- 27. julij – Belorusija razglasi neodvisnost od Sovjetske zveze.
- 2. avgust – Irak napade Kuvajt; dejanje naslednje leto privede do zalivske vojne.
- 6. avgust – Varnostni svet OZN razglasi trgovinski embargo proti Iraku kot odgovor na napad na Kuvajt.
- 30. avgust – Azerbajdžan razglasi neodvisnost od Sovjetske zveze.

### September – december
- 12. september – predstavniki Zavezniškega nadzornega sveta in obeh Nemčij podpišejo »Pogodbo o končni poravnavi z ozirom na Nemčijo« s čimer je odprta pot za združitev Nemčije.
- 3. oktober – Vzhodna in Zahodna Nemčija se združita v Zvezno republiko Nemčijo.
- 12. november – Tim Berners-Lee objavi formalen predlog standarda za svetovni splet.
- 22. november – Margaret Thatcher odstopi z mesta predsednice vlade Združenega kraljestva.
- 27. november – zadnji švicarski kanton podeli volilno pravico ženskam.
- 29. november – Varnostni svet OZN avtorizira vojaško posredovanje v Iraku če država ne umakne svojih sil iz Kuvajta in izpusti vseh talcev do 15. januarja 1991.
- 1. december – delavci prebijejo prvo odprtino predora pod Rokavskim prelivom.
- 2. december – na prvih zveznih volitvah v združeni Nemčiji zmaga zveza konservativnih strank CDU/CSU pod vodstvom Helmuta Kohla.
- 9. december – Lech Wałęsa zmaga v drugem krogu poljskih predsedniških volitev in postane prvi predsednik demokratične Poljske.
- 23. december – na plebiscitu o samostojnosti Slovenije 93,3 % volilnih upravičencev s 94,8-odstotno večino podpre neodvisno Slovenijo (rezultati so uradno razglašeni tri dni kasneje).
- 25. december – Tim Berners-Lee postavi prvo spletno stran na prvem spletnem strežniku.

## Svetovna populacija
| Svetovna populacija | Svetovna populacija | Svetovna populacija | Svetovna populacija | Svetovna populacija | Svetovna populacija | Svetovna populacija | Svetovna populacija |
|                     | 1990                | 1985                | 1985                | 1985                | 1995                | 1995                | 1995                |
| ------------------- | ------------------- | ------------------- | ------------------- | ------------------- | ------------------- | ------------------- | ------------------- |
| Svet                | 5.263.593.000       | 4.830.979.000       | 432.614.000         | +8,95 %             | 5.674.380.000       | 410.787.000         | +7,80 %             |
| Afrika              | 622.443.000         | 541.814.000         | 80.629.000          | +14,88 %            | 707.462.000         | 85.019.000          | +13,66 %            |
| Azija               | 3.167.807.000       | 2.887.552.000       | 280.255.000         | +9,71 %             | 3.430.052.000       | 262.245.000         | +8,28 %             |
| Evropa              | 721.582.000         | 706.009.000         | 15.573.000          | +2,21 %             | 727.405.000         | 5.823.000           | +0,81 %             |
| Južna Amerika       | 441.525.000         | 401.469.000         | 40.056.000          | +9,98 %             | 481.099.000         | 39.574.000          | +8,96 %             |
| Severna Amerika     | 283.549.000         | 269.456.000         | 14.093.000          | +5,23 %             | 299.438.000         | 15.889.000          | +5,60 %             |
| Oceanija            | 26.687.000          | 24.678.000          | 2.009.000           | +8,14 %             | 28.924.000          | 2.237.000           | +8,38 %             |

## Rojstva
- 7. januar – Gregor Schlierenzauer, avstrijski smučarski skakalec
- 12. februar – Đorđe Živadinović Grgur, srbski igralec
- 28. februar – Ana Muzičuk, slovenska šahistka ukrajinskega rodu
- 8. marec – Petra Kvitová, češka tenisačica
- 9. april – Kristen Stewart, ameriška igralka
- 15. april – Emma Watson, angleška igralka in fotomodel
- 21. maj – Rene Krhin, slovenski nogometaš
- 11. julij – Caroline Wozniacki, danska tenisačica
- 19. julij – Rosie Jones, angleška manekenka
- 15. avgust – Jennifer Lawrence, ameriška igralka
- 20. december – JoJo, ameriška pevka in igralka

## Smrti
- 6. januar – Pavel Aleksejevič Čerenkov, ruski fizik, nobelovec (* 1904)
- 19. januar – Osho, indijski mistik in guru (* 1931)
- 20. januar – Barbara Stanwyck, ameriška igralka (*1907)
- 25. januar – Ava Gardner, ameriška igralka (* 1922)
- 26. januar – Lewis Mumford, ameriški sociolog (* 1895)
- 19. februar – Otto Eduard Neugebauer, avstrijsko-ameriški matematik, astronom in zgodovinar astronomije (* 1899)
- 24. februar – Sandro Pertini, italijanski politik (* 1896)
- 13. marec – Bruno Bettelheim, avstrijski psiholog (* 1903)
- 24. marec – An Wang, kitajsko-ameriški računalniški inženir in izumitelj (* 1920)
- 7. april – Ronald Evans, ameriški astronavt (* 1933)
- 15. april – Greta Garbo, švedska filmska igralka (* 1905)
- 16. maj – Jim Henson, ameriški lutkar in filmski producent (* 1936)
- 5. junij – Vasilij Kuznecov, ruski politik (* 1901)
- 22. junij – Ilja Mihajlovič Frank, ruski fizik, nobelovec (* 1908)
- 1. avgust – Norbert Elias, nemški sociolog judovskega rodu (* 1897)
- 18. avgust – Burrhus Frederic Skinner, ameriški psiholog (* 1904)
- 22. avgust:
  - Bogomil Fatur, slovenski pesnik, prevajalec in esejist (* 1914)
  - Boris Ščerbina, sovjetski politik (* 1919)
- 27. avgust – Stevie Ray Vaughan, ameriški kitarist (* 1954)
- 18. september – Marjan Rožanc, slovenski pisatelj in dramatik (* 1930)
- 30. september – Patrick White, avstralski pisatelj, nobelovec (* 1912)
- 1. oktober – John Stewart Bell, irski fizik (* 1928)
- 13. oktober – Le Duc Tho, vietnamski general, diplomat in politik (* 1911)
- 14. oktober – Leonard Bernstein, ameriški skladatelj, dirigent in pianist (* 1918)
- 22. oktober – Louis Althusser, francoski filozof (* 1918)
- 27. oktober – Ugo Tognazzi, italijanski igralec, scenarist in režiser (* 1922)
- 17. november – Robert Hofstadter, ameriški fizik, nobelovec (* 1915)
- 23. november – Roald Dahl, britanski pisatelj (* 1916)
- 7. december – Joan Bennett, ameriška igralka (* 1910)
- 19. december – Gabrijel Stupica, slovenski slikar (* 1913)
- 31. december – Vasilij Grigorjevič Lazarev, ruski kozmonavt (* 1928)

## Nobelove nagrade
- Fizika – Jerome Isaac Friedman, Henry Way Kendall in Richard Edward Taylor
- Kemija – Elias James Corey
- Fiziologija ali medicina – Joseph E. Murray, E. Donnall Thomas
- Književnost – Octavio Paz
- Mir – Mihail Gorbačov
- Ekonomija – Harry Markowitz, Merton Miller, William Sharpe